# Anita Ekberg
Kerstin Anita Marianne Ekberg (Malmö, 29 settembre 1931 – Rocca di Papa, 11 gennaio 2015) è stata un'attrice svedese, famosa soprattutto per la sua interpretazione nel film La dolce vita (1960) di Federico Fellini nell'iconica scena in cui entra nella Fontana di Trevi.

## Biografia

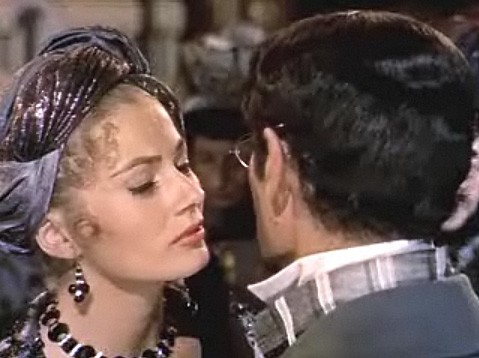
Anita Ekberg in Guerra e pace (1956)

Nata in Svezia nel 1931, crebbe in una famiglia numerosa di otto fratelli, da Alva e Gustav Ekberg. Dopo aver vinto il titolo di Miss Svezia nel 1950, si trasferì negli Stati Uniti dove il produttore Howard Hughes la introdusse nel mondo del cinema. Dopo un ruolo minore in Viaggio al pianeta Venere (1953) di Charles Lamont, con protagonisti Gianni e Pinotto, le venne assegnata una parte più importante accanto a Jerry Lewis e Dean Martin in Artisti e modelle (1955) di Frank Tashlin. In questi anni a Hollywood si guadagnò il soprannome The Iceberg. Nel 1956 ebbe un ruolo da comprimaria nell'ultimo film della coppia Lewis-Martin, Hollywood o morte!, diretta ancora da Frank Tashlin, che le valse un Golden Globe come miglior attrice emergente.

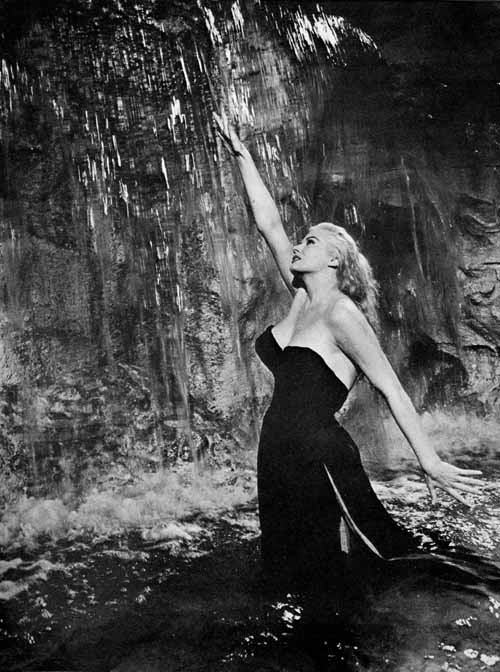
Anita Ekberg nella famosa scena della Fontana di Trevi in La dolce vita (1960)

Sempre nello stesso anno, King Vidor le affidò una parte nel colossal Guerra e pace (1956), cui seguirono, tra gli altri, La donna del ranchero (1957) di Gerd Oswald e Paris Holiday (1958) di Gerd Oswald, al fianco del comico Bob Hope. Dopo aver girato Nel segno di Roma (1959), diretto da Guido Brignone, in cui vestì i panni della regina Zenobia che si ribella all'Impero romano, Ekberg interpretò il ruolo di Sylvia nel film che la rese subito una straordinaria icona, La dolce vita (1960) di Federico Fellini. La scena del bagno notturno nella Fontana di Trevi diventerà un classico che entrerà per sempre nella storia del cinema mondiale. Nel 1961 apparve in I mongoli di André De Toth e in A porte chiuse di Dino Risi, con il quale fu brevemente fidanzata. 

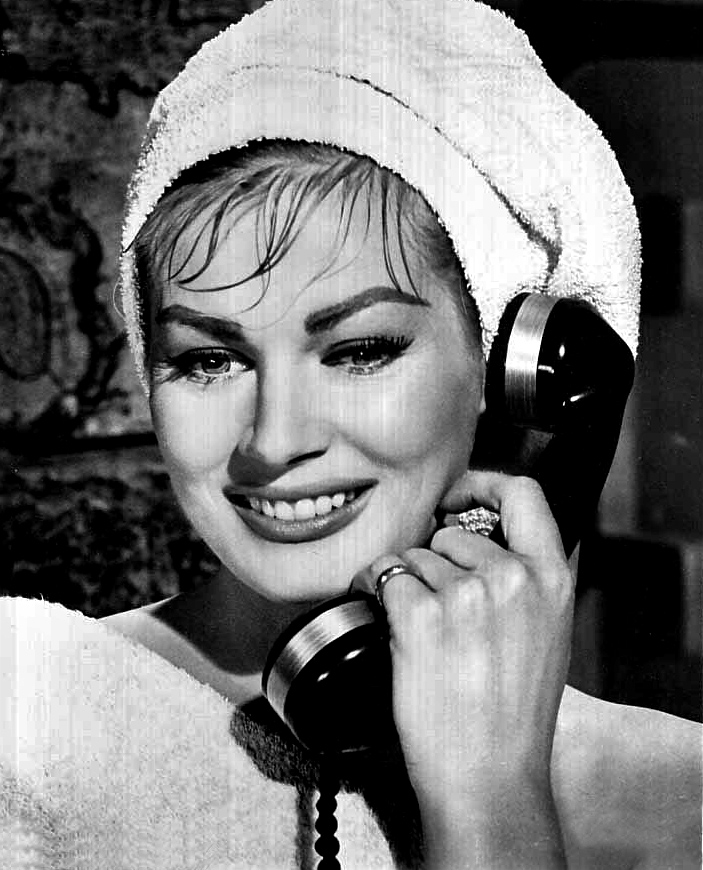
Ekberg in Hollywood o morte! (1956)

Fellini tornò a dirigerla nello straordinario episodio Le tentazioni del dottor Antonio in Boccaccio '70 (1962), dove la sua provocante bellezza diventa un vero incubo per le notti del Dottor Antonio, un petulante moralista interpretato da Peppino De Filippo, e nella parte di se stessa in I clowns (1970) e Intervista (1987), quest'ultimo insieme al suo partner di un tempo Marcello Mastroianni. Nel 1962 venne presa in considerazione per il ruolo di Honey Ryder nel film Agente 007 - Licenza di uccidere di Terence Young, poi assegnato a Ursula Andress. 

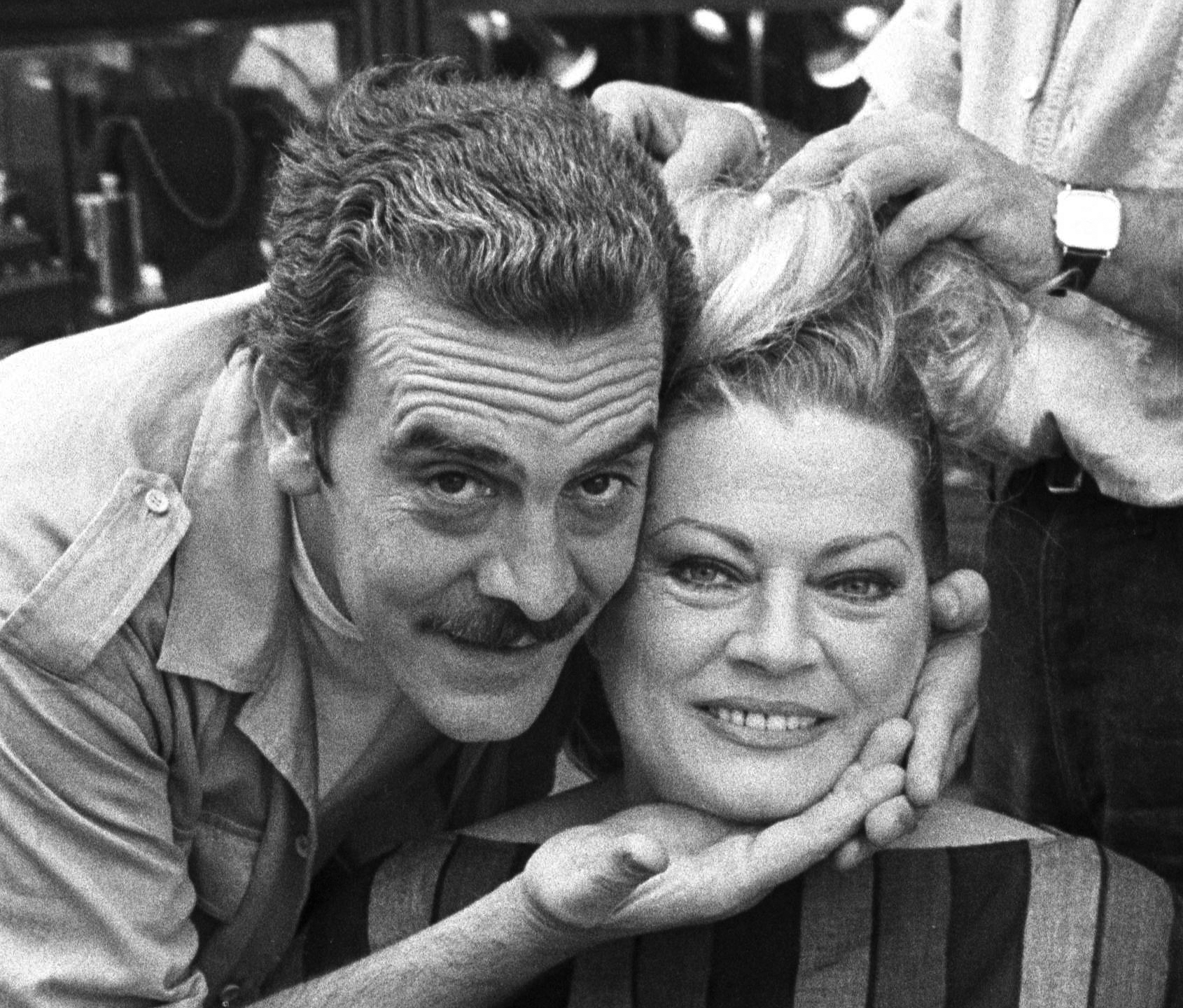
Anita Ekberg con Rino Barillari durante l'acconciatura

Nel 1963, Ekberg fece un temporaneo ritorno a Hollywood, dove recitò in I 4 del Texas di Robert Aldrich, accanto a Dean Martin, Frank Sinatra e Ursula Andress; lo stesso anno affiancò nuovamente Bob Hope in Chiamami Buana di Gordon Douglas. Dalla seconda metà degli anni sessanta spostò definitivamente la propria residenza in Italia e lavorò in svariate produzioni europee, ma poche degne di nota, come Poirot e il caso Amanda (1965) di Frank Tashlin, Scusi, lei è favorevole o contrario? (1966) di e con Alberto Sordi, Stazione luna (1966) di Gordon Douglas, ove ritrovò Jerry Lewis, La sfinge d'oro (1967) di Luigi Scattini, Il cobra (1967) di Mario Sequi, Sette volte donna (1967) di Vittorio De Sica e La morte bussa due volte (1969) di Harald Philippe.
I suoi film degli anni settanta sono da circoscrivere alla categoria dei film di genere, come le commedie sexy Il debito coniugale (1970) di Franco Prosperi, con Lando Buzzanca, e Casa d'appuntamento (1972) di Ferdinando Merighi, con Barbara Bouchet, lo spaghetti western La lunga cavalcata della vendetta (1972) di Tanio Boccia, con Richard Harrison, e il thriller Suor Omicidi (1979) di Giulio Berruti. Nel 1978 la sua copertina nella rivista maschile americana Playboy fece storia, tanto da essere considerata tuttora uno dei servizi più memorabili del giornale. L'iconico servizio a lei dedicato la rese ancora più amata e seguita dal pubblico americano. Poco dopo posò per una copertina di Playmen per l'Italia, ove però apparve visibilmente ingrassata.
Passata rapidamente dai ruoli di sex symbol a quelli di caratterista, Ekberg prese parte a film di vario genere ma di scarso successo commerciale negli Anni ottanta, quali S.H.E. - La volpe, il lupo, l'oca selvaggia (1980) di Robert Michael Lewis (il suo ultimo film di produzione statunitense), Cicciabomba (1982) di Umberto Lenzi, con Donatella Rettore, Il conte Max (1991) di e con Christian De Sica, Cattive ragazze (1992) di Marina Ripa di Meana, con Eva Grimaldi, Bambola (1996) di Bigas Luna, con Valeria Marini, Il nano rosso (1998) di Yvan Le Moine. Nel 2002 apparve in due episodi della seconda stagione della serie TV di Canale 5 Il bello delle donne.

### Gli ultimi anni

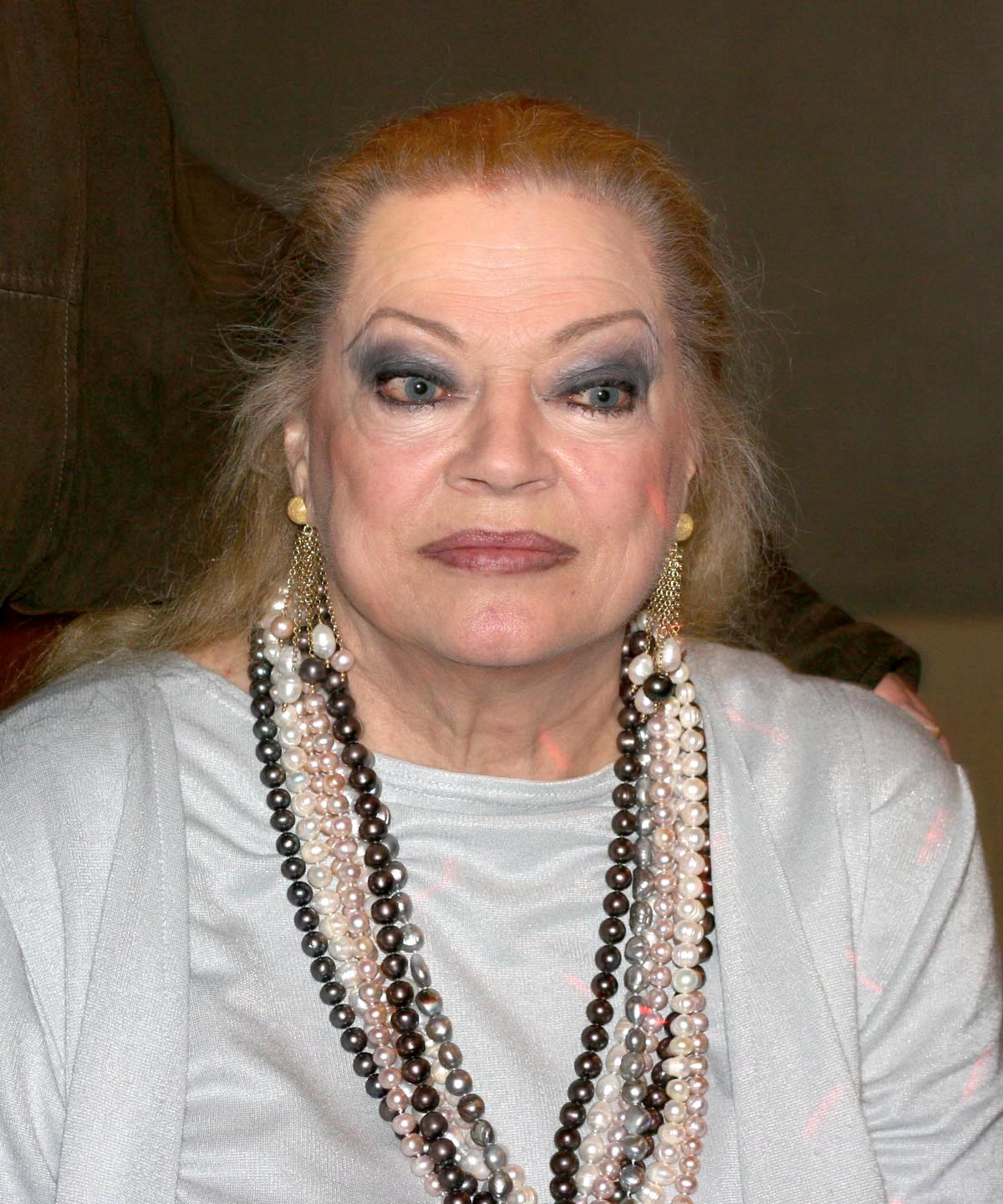
Anita Ekberg nel 2007

Il 5 novembre 2010 l'attrice fece la sua ultima apparizione pubblica nella trasmissione televisiva I migliori anni condotta da Carlo Conti, dove fu ospite in occasione del cinquantesimo anniversario di La dolce vita (1960) e raccontò di come venne realizzata la memorabile scena della Fontana di Trevi. L'attrice si presentò in trasmissione zoppicante e sostenuta da una stampella per i postumi di una caduta avvenuta il 20 luglio dello stesso anno all'interno della sua villa a Genzano di Roma, che le aveva provocato la frattura del femore sinistro, e dalla quale si stava ristabilendo.
Nel settembre del 2011, vicina al compimento degli ottant'anni, le sue condizioni di salute peggiorarono: una frattura all'altro femore, nonostante la buona riuscita dell'operazione, non le permise più di camminare e fu così che l'attrice, sola e senza parenti, venne ricoverata in una clinica a lunga degenza situata a Nemi, dove visse per due anni, e in seguito trasferita a Rocca di Papa, ove rimase fino alla morte.
Poco dopo il suo ricovero alla fine 2011, la sua villa venne svaligiata e successivamente danneggiata da un incendio. In serie difficoltà economiche, chiese aiuto alla Fondazione Fellini di Rimini, che però non fu in grado di aiutarla. L'attrice chiese anche di poter usufruire dei contributi della legge Bacchelli, che le furono però negati in quanto cittadina straniera (non aveva mai preso la cittadinanza italiana). Qualche mese più tardi riuscì comunque a ottenere due pensioni da parte degli Stati Uniti d'America, ove aveva lavorato e risieduto per vari anni.
Dopo oltre tre anni di ricovero, Anita Ekberg morì la mattina dell'11 gennaio 2015, a 83 anni, per le conseguenze di un cancro al fegato che le era stato diagnosticato circa un anno prima. Le esequie si svolsero il 14 gennaio nella chiesa evangelica luterana di Roma. La salma fu poi cremata e le ceneri vennero collocate nel cimitero della chiesa di Skanör in Svezia.

## Vita privata
Dal 22 maggio 1956 al 14 maggio 1959 fu sposata con l'attore britannico Anthony Steel, e dal 9 aprile 1963 al 1975 con l'attore statunitense Rik Van Nutter (Felix Leiter in Agente 007 - Thunderball: Operazione tuono).
Negli anni sessanta le furono attribuiti flirt con Frank Sinatra, Gianni Agnelli e Dino Risi. Durante la puntata del 5 novembre 2010 di I migliori anni, Ekberg confermò il flirt con Sinatra, aggiungendo che le venne fatta da quest'ultimo una proposta di matrimonio. Solo dopo la morte di Agnelli, parlò dell'avvocato come dell'uomo più importante della sua vita sentimentale. Non ha mai avuto figli.

## Filmografia

### Cinema
- L'avventuriero della Luisiana (The Mississippi Gambler), regia di Rudolph Maté (1953)
- Portami in città (Take Me to Town), regia di Douglas Sirk (1953)
- Viaggio al pianeta Venere (Abbott and Costello Go to Mars), regia di Charles Lamont (1953)
- La spada di Damasco (The Golden Blade), regia di Nathan Juran (1953)
- Oceano rosso (Blood Alley), regia di William A. Wellman (1955)
- Artisti e modelle (Artists and Models), regia di Frank Tashlin (1955)
- Guerra e pace (War and Peace), regia di King Vidor (1956)
- Ritorno dall'eternità (Back from Eternity), regia di John Farrow (1956)
- Hollywood o morte! (Hollywood or Bust!), regia di Frank Tashlin (1956)
- La camera blindata (Man in the Vault), regia di Andrew V. McLaglen (1956)
- Zarak Khan (Zarak), regia di Terence Young (1956)
- International Police (Interpol), regia di John Gilling (1957)
- La donna del ranchero (Valerie), regia di Gerd Oswald (1957)
- Paris Holiday, regia di Gerd Oswald (1958)
- La statua che urla (Screaming Mimi), regia di Gerd Oswald (1958)
- Oltre il confine (The Man Inside), regia di John Gilling (1958)
- Nel segno di Roma, regia di Guido Brignone (1958)
- La dolce vita, regia di Federico Fellini (1960)
- Apocalisse sul fiume giallo, regia di Renzo Merusi (1960)
- Le tre "eccetera" del colonnello, regia di Claude Boissol (1960)
- Anonima cocottes, regia di Camillo Mastrocinque (1960)
- A porte chiuse, regia di Dino Risi (1961)
- I mongoli, regia di Leopoldo Savona (1961)
- Le tentazioni del dottor Antonio, episodio di Boccaccio '70, regia di Federico Fellini (1962)
- Chiamami Buana (Call Me Bwana), regia di Gordon Douglas (1963)
- I 4 del Texas (4 for Texas), regia di Robert Aldrich (1963)
- Bianco, rosso, giallo, rosa, regia di Massimo Mida (1964)
- Poirot e il caso Amanda (The Alphabet Murders), regia di Frank Tashlin (1965)
- Lolita, episodio di Sopra e sotto il letto (Das Liebeskarussell), regia di Axel von Ambesser (1965)
- Come imparai ad amare le donne, regia di Luciano Salce (1966)
- Stazione luna (Way... Way Out), regia di Gordon Douglas (1966)
- Scusi, lei è favorevole o contrario?, regia di Alberto Sordi (1966)
- La sfinge d'oro, regia di Luigi Scattini (1967)
- Il cobra, regia di Mario Sequi (1967)
- Sette volte donna, regia di Vittorio De Sica (1967)
- La lunga notte di Tombstone (Crónica de un atraco), regia di Jesùs Balcàzar (1968)
- Candidato per un assassinio (Un sudario a la medida), regia di José María Elorrieta (1969)
- Se è martedì deve essere il Belgio (If It's Tuesday, This Must Be Belgium), regia di Mel Stuart (1969)
- Malenka, la nipote del vampiro (Malenka), regia di Amando de Ossorio (1969)
- La morte bussa due volte (Blonde Köder für den Mörder), regia di Harald Philipp (1969)
- Il divorzio, regia di Romolo Guerrieri (1970)
- Il debito coniugale, regia di Franco Prosperi (1970)
- La lunga cavalcata della vendetta, regia di Tanio Boccia (1972)
- Northeast of Seoul, regia di David Lowell Rich (1972)
- Casa d'appuntamento, regia di Ferdinando Merighi (1972)
- Anno Schmidt, regia di Sebastian Schadhauser (1974)
- Das Tal der tanzenden Witwen, scene tagliate, regia di Volker Vogeler (1975)
- Suor Omicidi, regia di Giulio Berruti (1978)
- S.H.E. - La volpe, il lupo, l'oca selvaggia (S.H.E: Security Hazards Expert), regia di Robert Michael Lewis (1980)
- Cicciabomba, regia di Umberto Lenzi (1982)
- Dolce pelle di Angela, regia di Andrea Bianchi (1986)
- Intervista, regia di Federico Fellini (1987)
- Il conte Max, regia di Christian De Sica (1991)
- Cattive ragazze, regia di Marina Ripa di Meana (1992)
- Dov'era lei a quell'ora?, regia di Antonio Maria Magro (1992)
- Ambrogio, regia di Wilma Labate (1992)
- Bambola, regia di Bigas Luna (1996)
- Il nano rosso (Le nain rouge), regia di Yvan Le Moine (1998)

### Televisione
- I clowns, regia di Federico Fellini – film TV (1970)
- Quando ancora non c'erano i Beatles, regia di Marcello Aliprandi – miniserie TV (1988)
- Il bello delle donne – serie TV, 7 episodi (2002)

## Televisione
Anita Ekberg nel 1960 comparve nella rubrica televisiva italiana di pubblicità Carosello, insieme a Fred Buscaglione, pubblicizzando la birra, per conto dell'Industria Italiana della Birra.

## Riconoscimenti
- Golden Globe
  - 1956 – Miglior attrice debuttante
- Capri Legend Award
  - 2003 – Premio alla carriera

## Doppiatrici italiane
Nelle versioni in italiano delle opere in cui ha recitato, Anita Ekberg è stata doppiata da:
- Rita Savagnone in I 4 del Texas, Poirot e il caso Amanda, Stazione Luna, Il divorzio, Come imparai ad amare le donne, Il debito coniugale
- Lydia Simoneschi in Hollywood o morte!, Guerra e pace, Nel segno di Roma
- Rosetta Calavetta in Zarak Khan, I mongoli
- Dhia Cristiani in Le tre "eccetera" del colonnello, La morte bussa due volte
- Marzia Ubaldi in La signora della città, La villa dei misteri
- Noemi Gifuni in Cattive ragazze, Suor omicidi
- Tina Lattanzi in Artisti e modelle
- Elda Tattoli in Ritorno dall'eternità
- Maria Pia Di Meo in Apocalisse sul fiume giallo
- Fiorella Betti in La lunga notte di Tombstone
- Gabriella Genta in Candidato per un assassinio
- Benita Martini in Casa d'appuntamento
- Anna Miserocchi in Cicciabomba
- Solvejg D'Assunta in Dov'era lei a quell'ora?
- Paila Pavese in Il nano rosso
- Sonia Scotti in Il bello delle donne 2

## Media
Nel 2019 viene prodotto dalla Human Touch Media srl un documentario autobiografico, intitolato Ciao Anita, girato pochi mesi prima della sua scomparsa.